# Pseudorhadinorhynchus cochinensis
Pseudorhadinorhynchus cochinensis är en hakmaskart som beskrevs av Gupta och Nagui 1983. Pseudorhadinorhynchus cochinensis ingår i släktet Pseudorhadinorhynchus och familjen Illiosentidae. Inga underarter finns listade i Catalogue of Life.